# Mike Hickman
Michael Frederick Thomas Hickman (sinh ngày 2 tháng 10 năm 1946) là một cựu cầu thủ bóng đá người Anh từng thi đấu ở vị trí tiền đạo.